# Russian Anonymous Marketplace
Russian Anonymous Marketplace (RAMP) — один из крупнейших русскоязычных теневых форумов и анонимная торговая площадка, специализировавшаяся на продаже наркотических и психоактивных веществ в сети «даркнет». Проект существовал с 2012 по 2017 годы.

## История

### Запуск
Проект RAMP появился в октябре 2012 году в сети «даркнет». Основателем форума являлся пользователь под псевдонимом Darkside. На создание проекта, как утверждал Darkside в интервью журналу Wired, его вдохновил успех американской торговой площадки Silk Road. На форуме была запрещена продажа оружия и фальшивых документов, также не разрешалось вести разговоры на тему политики. Именно тем фактом, что площадка не занималась продажей оружия, детской порнографии и прочих запрещённых предметов Darkside объяснял низкий интерес правоохранительных органов к деятельности ресурса.
На момент 2014 года ежегодная прибыль площадки составляла 250 000 долларов США. На тот момент RAMP насчитывал 14 000 активных пользователей. Пользователи осуществляли транзакции через Qiwi-кошельки и криптовалюты, а общение между клиентами и продавцами проходило через встроенную систему личных сообщений, использовавшую метод шифрования PGP, или при помощи мессенджера Jabber. Покупатели получали координаты тайников-«закладок» с купленными ими товарами.
Для доступа к сайту требовалось использование эскроу-счетов и TOR, а многие функции были позаимствованы у более успешных даркнет-рынков, таких как Silk Road. Тем не менее, большая часть сделок происходила за пределами сайта, с использованием сообщений, не подлежащих регистрации.

### Проблемы и закрытие
В начале 2017 года сайт начал постоянно подвергаться DDOS-атакам, пошли слухи об утечке базы данных с информацией о пользователях. На фоне нестабильной работы и постоянных неполадок с сайтом продавцы начали массово уходить с площадки.
В июле 2017 года пользователи потеряли возможность зайти на сайт, а в сентябре того же года МВД РФ заявило о закрытии площадки. Несмотря на это, многие считают, что RAMP либо был ликвидирован конкурентами, либо закрыт новыми администраторами. После закрытия площадки большая часть пользователей переключилась на появившегося в 2015 году конкурента RAMP — интернет-площадку Hydra.
В расследовании, выпущенном журналистами «Ленты», было рассказано, что на уничтожение RAMP в известной степени повлияли администраторы Hydra. Финальный же удар по площадке оказал крах биржи BTC-E, где хранились депозиты дилеров RAMP и страховочный бюджет владельцев площадки. За несколько часов до падения, с биржи было выведено более $170 млн. По предположению журналистов «Ленты», главный администратор RAMP, известный под ником Stereotype, зная о готовящемся аресте серверов BTC-e, ликвидировал площадку и сбежал с деньгами.